# کائولاک
کائولاک (به لاتین: Kaolack) یک شهرک در سنگال است که در منطقه کائولاک واقع شده‌است.

## خصوصیات
کائولاک ۱۷۲٬۳۰۵ نفر جمعیت دارد.

## خواهرخوانده
شهرهای ائوستا، مرینیک، ژیروند و ممفیس، تنسی خواهرخوانده‌های کائولاک هستند.

## نگارخانه

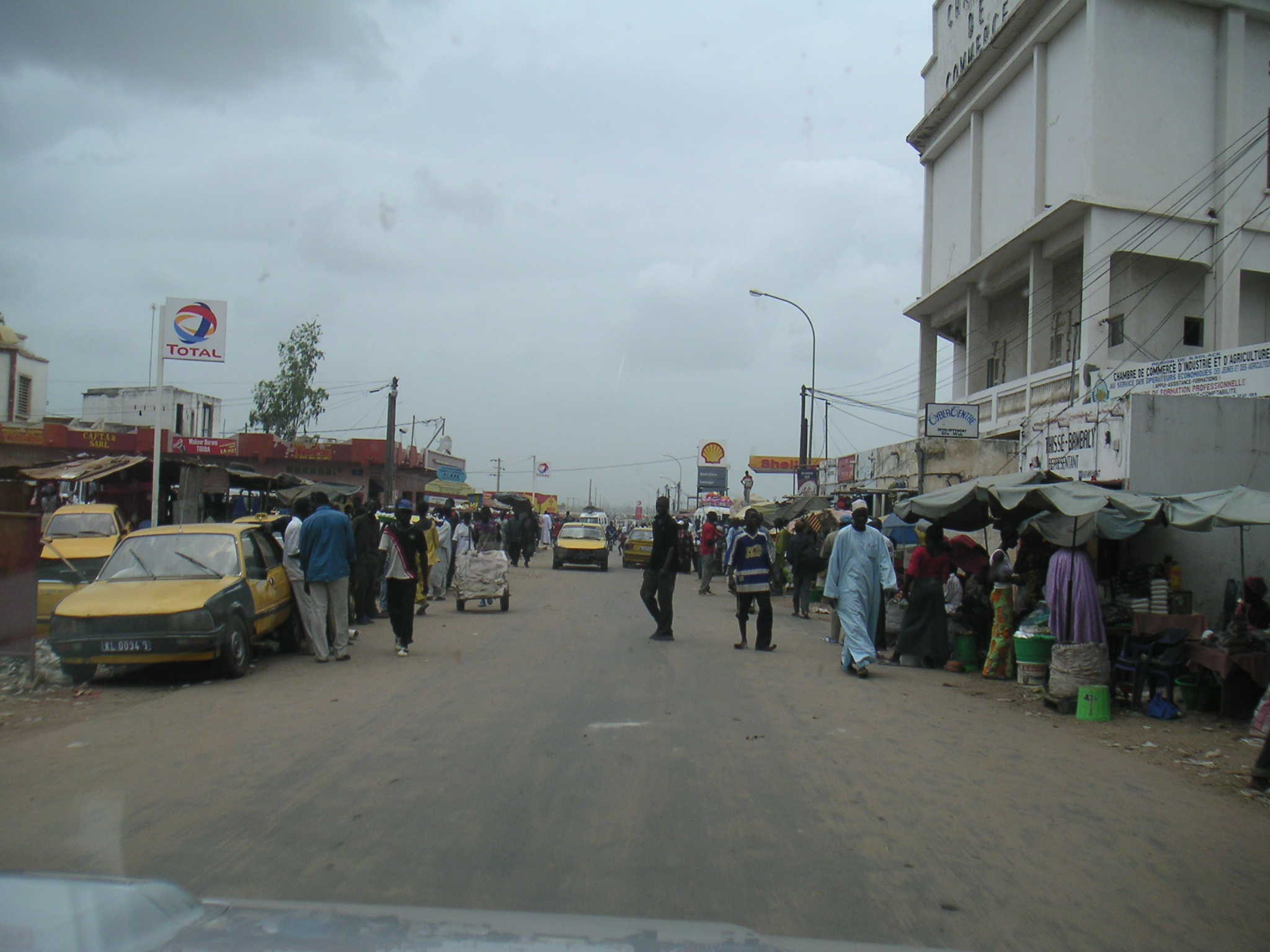
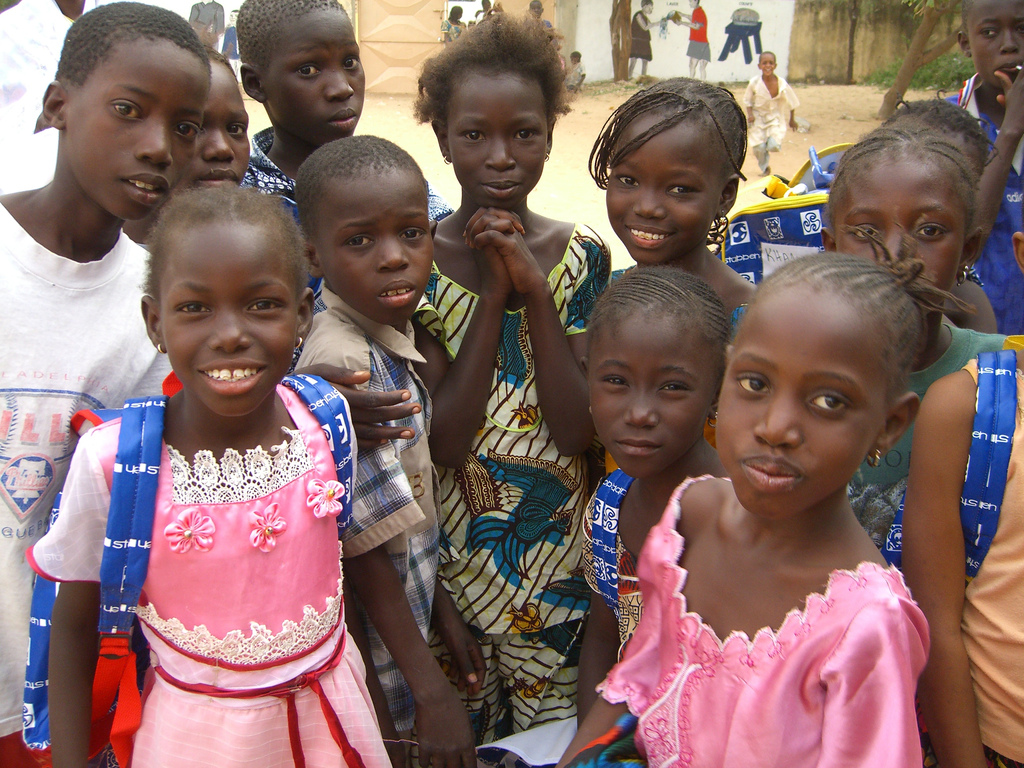
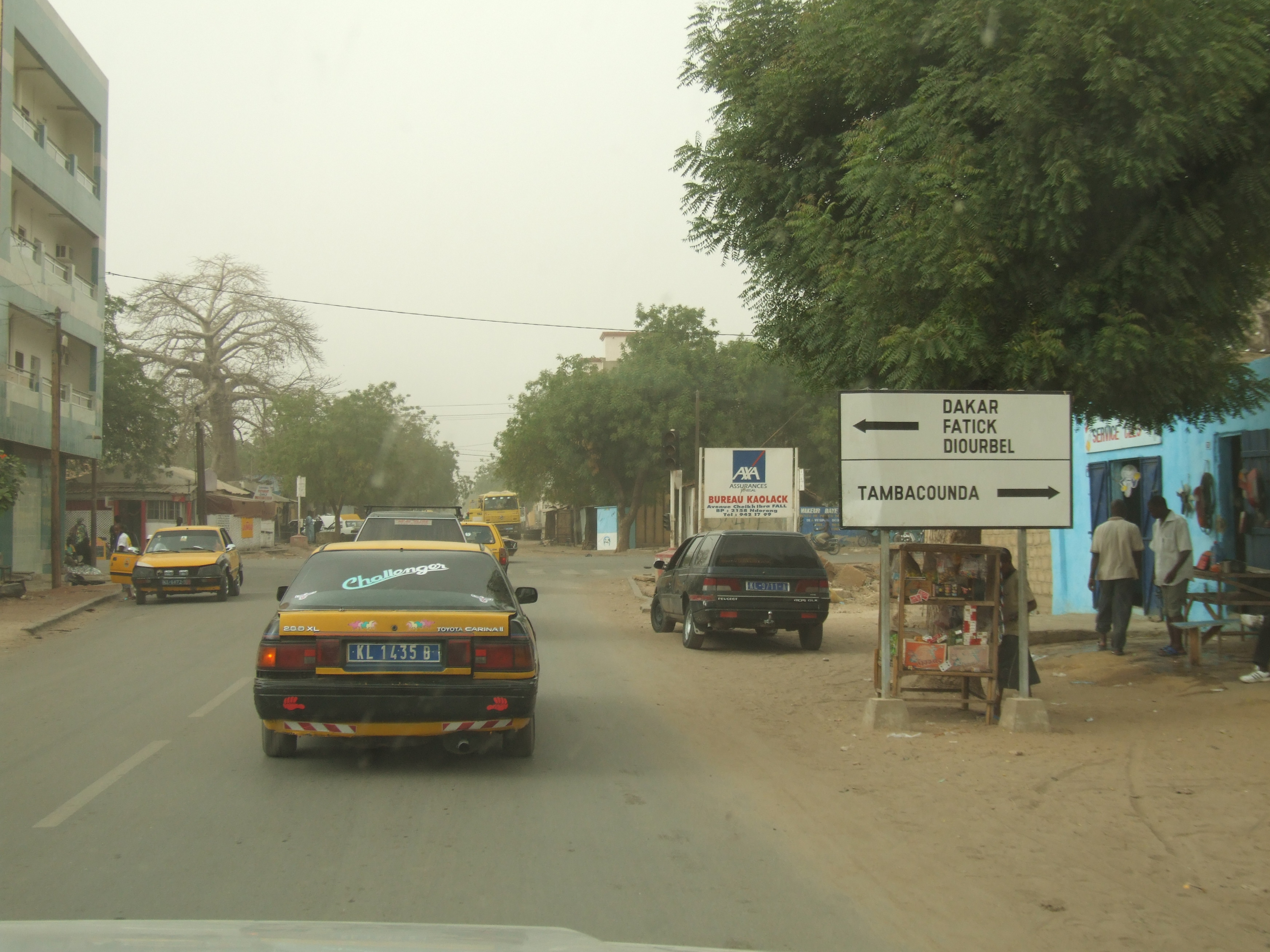
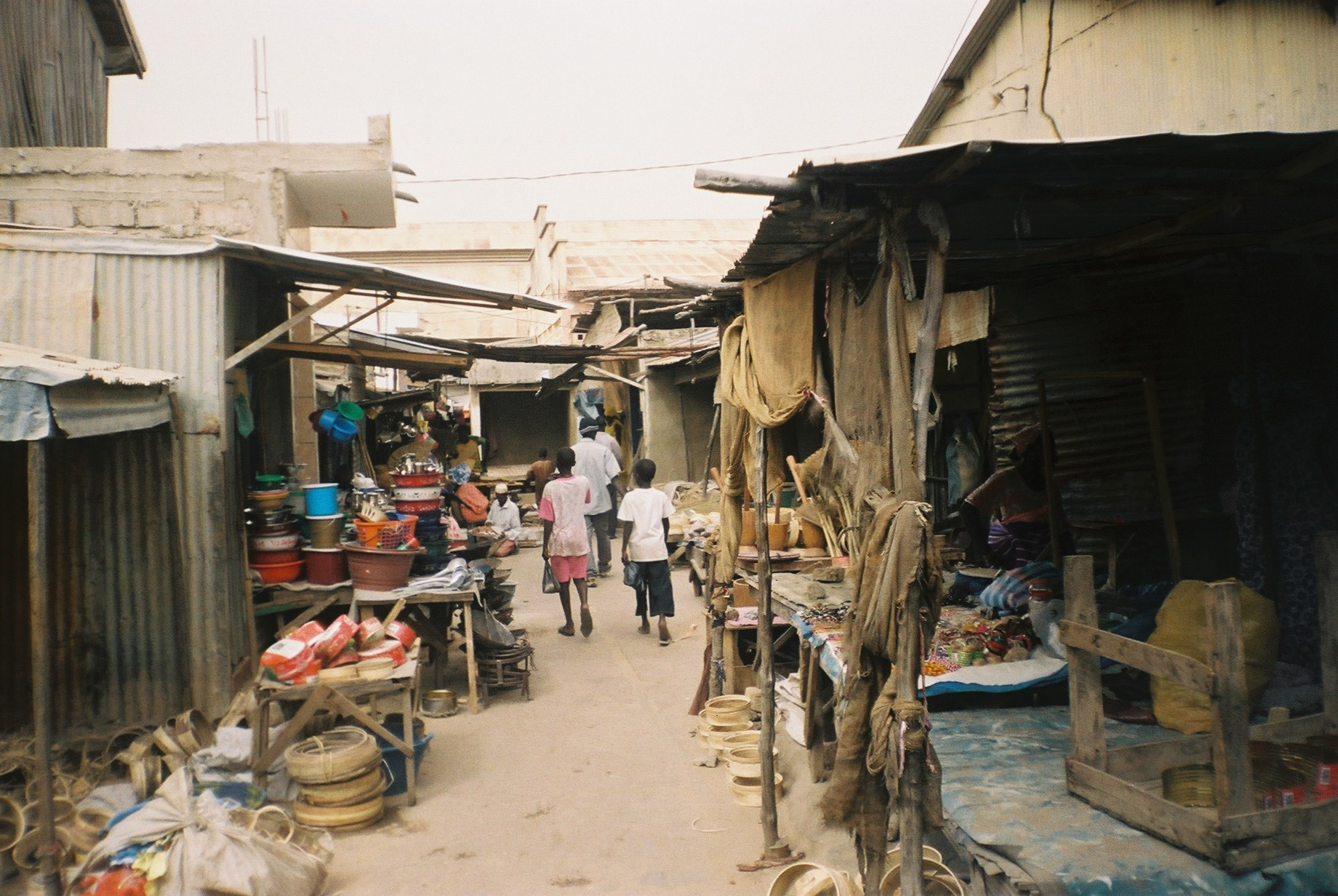